# Erin Richards
Erin Richards (Penarth, 17 maggio 1986) è un'attrice gallese, conosciuta per i ruoli di Molly Marie Hughes nella serie televisiva Breaking In e di Barbara Kean in Gotham.

## Biografia
Nasce a Penarth, nel Galles, il 17 maggio 1986. Frequenta il Royal Welsh College of Music and Drama. Per la rete S4C ha condotto il magazine per adolescenti in lingua gallese Mosgito e ha partecipato ad alcuni cortometraggi per apparire poi in alcune serie televisive come Being Human, Merlin, Crossing Lines e Misfits.
Nel 2012 recita nella seconda stagione della sitcom Breaking In nel ruolo di Molly Marie Hughes. Nel 2013 interpreta una parte nel film horror Open Grave recitando al fianco di Sharlto Copley.
Nel 2014 prende parte al film Le origini del male recitando insieme a Jared Harris; sempre nello stesso anno diventa un membro del cast principale della serie televisiva Gotham, nel ruolo di Barbara Kean, la prima fidanzata, e poi antagonista, del detective James Gordon.

## Filmografia

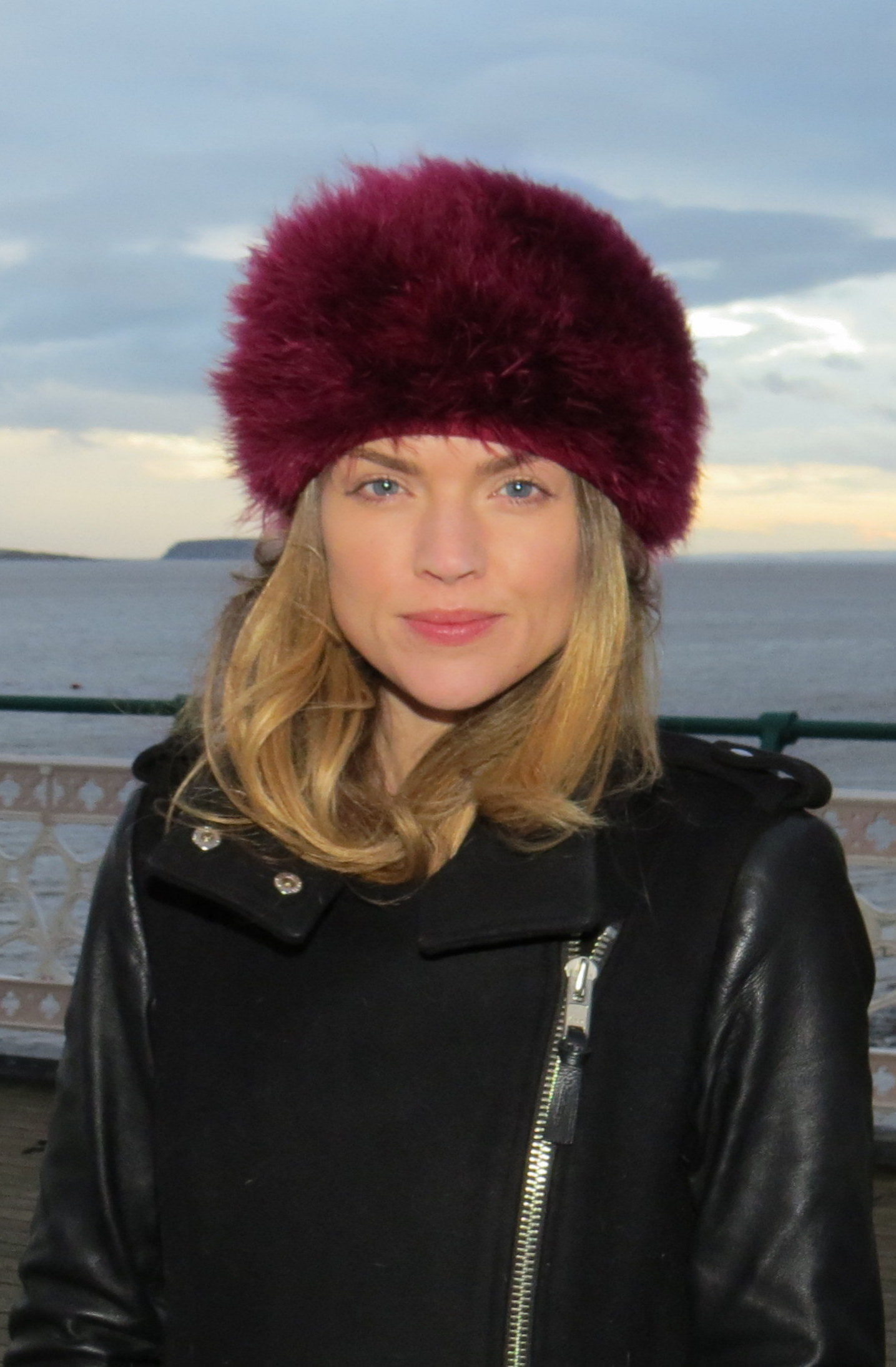
Erin Richards nel 2016

### Cinema
- Expiry Date, regia di Karen Bird (2005)
- Abraham's Point, regia di Wyndham Price (2008)
- 17 - cortometraggio, regia di Jamie Bolton (2009)
- Balance - cortometraggio, regia di John Shackleton (2010)
- Will Sampson (...and the Self-Perpetuating Cycle of Unintended Abstinence) - cortometraggio, regia di Matt Roberts (2012)
- Open Grave, regia di Gonzalo López-Gallego (2013)
- Le origini del male (The Quiet Ones), regia di John Pogue (2014)
- That Good Night, regia di Eric Styles (2017)
- L'unica (Irreplaceable You), regia di Stephanie Laing (2018)
- Save the Cinema, regia di Sara Sugarman (2022)
- Starve Acre, regia di Daniel Kokotajlo (2023)

### Televisione
- Crash - serie TV, episodio 2x03 (2010)
- Being Human - serie TV, episodi 3x06, 3x07 e 3x08 (2011)
- Breaking In - serie TV, 13 episodi (2012)
- Merlin - serie TV, episodi 5x12 e 5x13 (2012)
- Crossing Lines - serie TV, episodio 1x03 (2013)
- Misfits - serie TV, episodio 5x07 (2013)
- Gotham - serie TV, 89 episodi (2014-2019)
- The Crown - serie TV, episodio 5x10 (2022)

## Doppiatrici italiane
Nelle versioni in italiano dei suoi film, Erin Richards è stata doppiata da:
- Federica De Bortoli in Gotham, Le origini del male
- Barbara De Bortoli in Breaking In
- Valentina Mari in Being Human
- Claudia Catani in Open Grave
- Francesca Manicone in Misfits
- Gemma Donati in Merlin